# Elymus calderi
Elymus calderi är en gräsart som beskrevs av Mary Elizabeth Barkworth. Elymus calderi ingår i släktet elmar, och familjen gräs. Inga underarter finns listade i Catalogue of Life.